# مسجد مدينة باي
مسجد مدينة باي (بالإنجليزية: Medina Baye Mosque ) أحد مساجد السينغال .

## الموقع
يقع مسجد مدينة باي في بلدة مدينة باي التابعة لمدينة كولاك الواقعة شمال السينغال .

## البناء
تم بناء المبنى الأصلي لمسجد مدينة باي في الخامس والعشرين من شهر فبراير من عام 1938.

## وصلات خارجية
- كتاب Making and Remaking Mosques in Senegal